# Robert W. McElroy
Robert Walter McElroy (San Francisco, 5. veljače 1954.) američki je katolički prelat kojeg je papa Franjo uzdigao u kardinalat 2022., a također je imenovan nadbiskupom Washingtona 2025. Služio je kao biskup San Diega od 2015. i na tom položaju ostaje sve do postavljanja za nadbiskupa Washingtona.
Papa Franjo je 29. svibnja 2022. objavio svoju namjeru da McElroya proglasi kardinalom 27. kolovoza 2022. Papa Franjo ga je 27. kolovoza 2022. proglasio kardinalom-svećenikom crkve San Frumenzio ai Prati Fiscali.